# Панасівка (Богодухівський район)
Пана́сівка — село в Україні, у Коломацькій селищній громаді Богодухівського району Харківської області. Населення становить 150 осіб. До 2017 року орган місцевого самоврядування — Покровська сільська рада.

## Географія
Село Панасівка розташоване за 97 км від обласного центру та 58 км від районного центру. Найближчі сусідні села: Покровка, Трудолюбівка, Бардаківка, Гладківка (за 2 км). Поблизу, за 1 км від села, розташований пасажирський залізничний зупинний пункт Панасівка. В селі є невеликий став.

## Історія
Село засновано 1775 року, після знищення Запорозької Січі за вказівкою імператриці Катерини ІІ.
12 червня 2020 року, розпорядженням Кабінету Міністрів України № 725-р «Про визначення адміністративних центрів та затвердження територій територіальних громад Харківської області», село увійшло до складу Коломацької селищної громади.
19 липня 2020 року, в результаті адміністративно-територіальної реформи та ліквідації Коломацького району, село увійшло до складу Богодухівського району.